# Мендельсон, Кёртис Лестер
Кёртис Лестер Мендельсон (англ. Curtis Lester Mendelson, 4 сентября 1913, Нью-Йорк, США — 13 октября 2002, Вест-Палм-Бич, Флорида, США) — американский акушер-гинеколог, известный подробнейшим на то время описанием в 1946 году аспирационного пневмонита, теперь известным под его именем.

## Биография

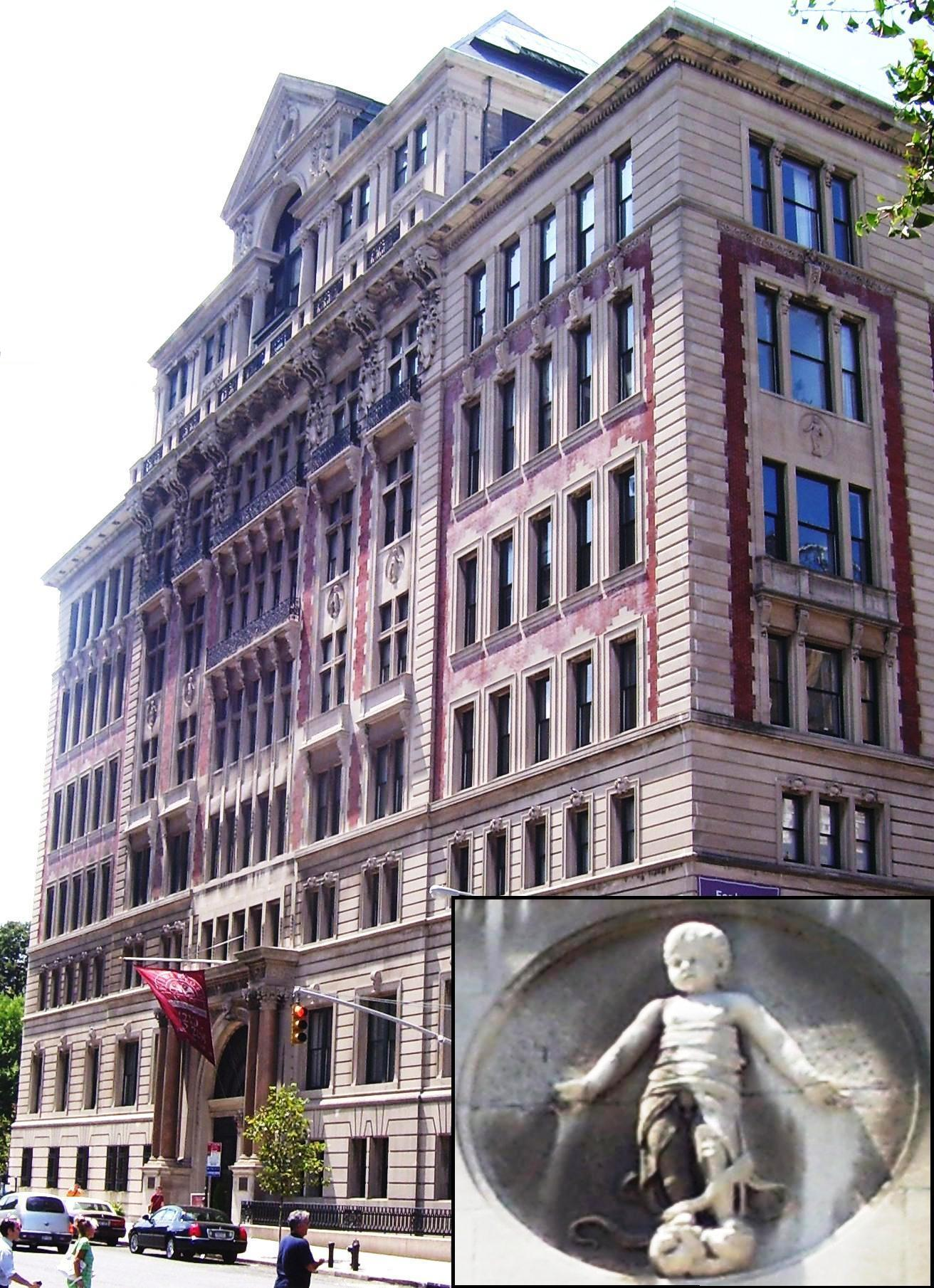
Здание Резерфорда, построенная в 1902 году;
до 1932-го — Нью-Йоркский роддом)
1932 — 1985 — отделение акушерства и гинекологии Нью-Йоркского госпиталя;
с 1985-го — офисное здание, памятник архитектуры.

Мендельсон родился в Нью-Йорке, где и окончил среднюю школу им. Джорджа Вашингтона, в 1934 году в университете штата Мичиган получил звание бакалавра искусств. В 1938 году окончил медицинский факультет
Корнеллского университета расположенный в городе Итака (штат Нью-Йорк, США).
После получения диплома доктора медицины, проходил резидентуру на клинической базе университета в Нью-Йоркском госпитале, затем работал в его отделении акушерства и гинекологии) к 1959 года. В течение 1950-1959 годов работал профессором Корнеллского университета и акушером-гинекологом в госпитале.
В 1941 году женился на Мэри Краузе (англ. Marie V. Krause), которая была врачом-диетологом. Детей у них не было. Мэри Краузе написала несколько книг по своей профессии, одна из них — "Пища, питание и диетотерапия" (англ. Food, Nutrition and Diet Therapy) с дополнениями переиздается уже 14 раз (последнее издание 2016 года, ISBN 978-0323340755). Литературные пробы самого Кёртиса были не очень удачными. Единственная его книга "Сердечные заболевания при беременности" (англ. Cardiac Disease in Pregnancy) плохо покупалась.

Риф зелёной черепахи

Несмотря на успешную карьеру, Кертис и Мэри покинули Нью-Йорк. Они арендовали небольшой самолёт и отправились в путешествие на Карибские острова. Однажды они случайно сели для пополнения припасов на Риф зелёной черепахи, один из барьерных островов архипелага Абако. На тот момент население островов составляло 700 человек. Любая медицинская помощь отсутствовала. В следующем году Мендельсон официально взял отпуск якобы для работы гинекологом в клинике Рифа зелёной черепахи на Багамах. Он работал врачом и ветеринаром одновременно. В 1961, ровно через год, уволился с должности профессора. Кертис Лестер проработал на острове 31 год как государственный врач, а в реальности почти как волонтёр. Он не получал надлежащего возмещения из столицы Содружества Нассау. Большую часть денег Мендельсон использовал на медикаменты и необходимое оборудование. Номер его телефона 5500 было достаточно легко запомнить, к нему обращались все жители острова. Мендельсону приходилось оказывать помощь и при ДТП и при водных авариях, одной из которых было столкновение скоростных лодок с 4 пострадавшими.
Кёртис с женой прожили на Багамских островах до 1990 года. Они переехали в Вест-Палм-Бич, Флорида. Мэри Краузе умерла в 1994 году. В 1998 Мендельсон женился вторично на сорокалетней женщине, родом с Багам. Жена Маргарита (англ. Daisy Marguerite Sawyer/Lowe) ухаживала за ним до его смерти 13 октября 2002.

## Вклад в медицину
Имя Кёртиса Лестера Мендельсона стало всемирно известным благодаря описанию синдрома аспирации кислого содержимого желудка. Вероятно интерес к нему у врача возник после одного случая, свидетелем которого он был в отделении акушерства и гинекологии Нью-Йоркского госпиталя. Через некоторое время после аспирации жидкой рвотной массы развилась прогрессирующая дыхательная недостаточность. Это трактовалось как острый приступ бронхиальной астмы, которая осложнялась отеком легких.